# San Esteban (Ilocos Sur)
San Esteban è una municipalità di quinta classe delle Filippine, situata nella provincia di Ilocos Sur, nella regione di Ilocos.
San Esteban è formata da 10 baranggay:
- Ansad
- Apatot
- Bateria
- Cabaroan
- Cappa-cappa
- Poblacion
- San Nicolas
- San Pablo
- San Rafael
- Villa Quirino